# South Queensferry
South Queensferry (schottisch-gälisch: Cas Chaolais (steile Meerenge)) ist eine Stadt in der schottischen Council Area City of Edinburgh am Südufer des Firth of Forth. Vor der Gebietsreform lag sie in West Lothian (Linlithgowshire). Sie ist etwa acht Kilometer südsüdöstlich von Dunfermline und 15 km westlich des Stadtzentrums von Edinburgh gelegen. Im Jahre 2001 verzeichnete South Queensferry 9370 Einwohner. Am gegenüberliegenden Ufer des Firth of Forth liegt North Queensferry, das mit dem Südufer durch die Forth Bridge (Eisenbahn), die Forth Road Bridge und die Queensferry Crossing (Autobahn) verbunden ist.

## Geschichte
South Queensferry wurde erstmals erwähnt als der Ort, an dem Margareta von Schottland, die zweite Frau von König Malcolm III., oftmals den Firth of Forth auf dem Weg nach Dunfermline überquerte. Von dieser historischen Begebenheit leitet sich der heutige Stadtname ab. In früheste Erwähnungen wird die Siedlung als Port Reginœ beziehungsweise Passagium Reginœ bezeichnet. König Malcolm IV. von Schottland, Großenkel von Margareta, vergab den Mönchen von Dunfermline die Fährrechte sowie umliegende Ländereien. Wahrscheinlich war dies die Keimzelle der Stadtgründung. 1164 erhielten die Mönche des Klosters Scone das Recht der freien Überfahrt. Eine Fähre verkehrte an dieser Stelle noch bis 1964, als die Forth Road Bridge für den Verkehr freigegeben wurde. Trotz der frühen Besiedlung wuchs South Queensferry nur langsam. So verzeichnete es im Jahre 1851 nur 1195 Einwohner und hundert Jahre später 2486. Zwischen 1960 und 2000 setzte jedoch reges Wachstum ein, und die Stadt konnte ihre Einwohnerzahl in dieser Zeitspanne mehr als verdreifachen.

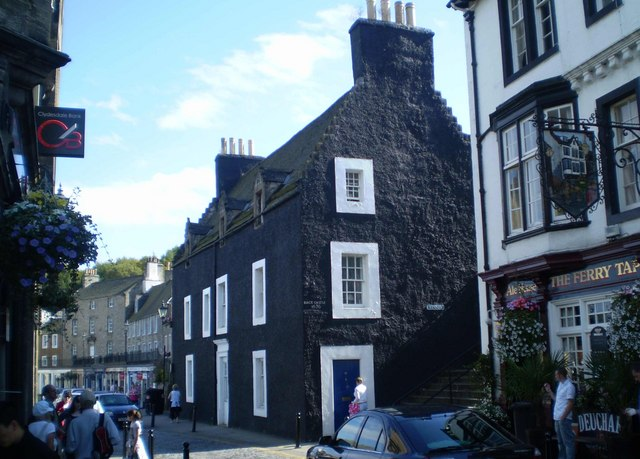
Das älteste Gebäude in South Queensferry
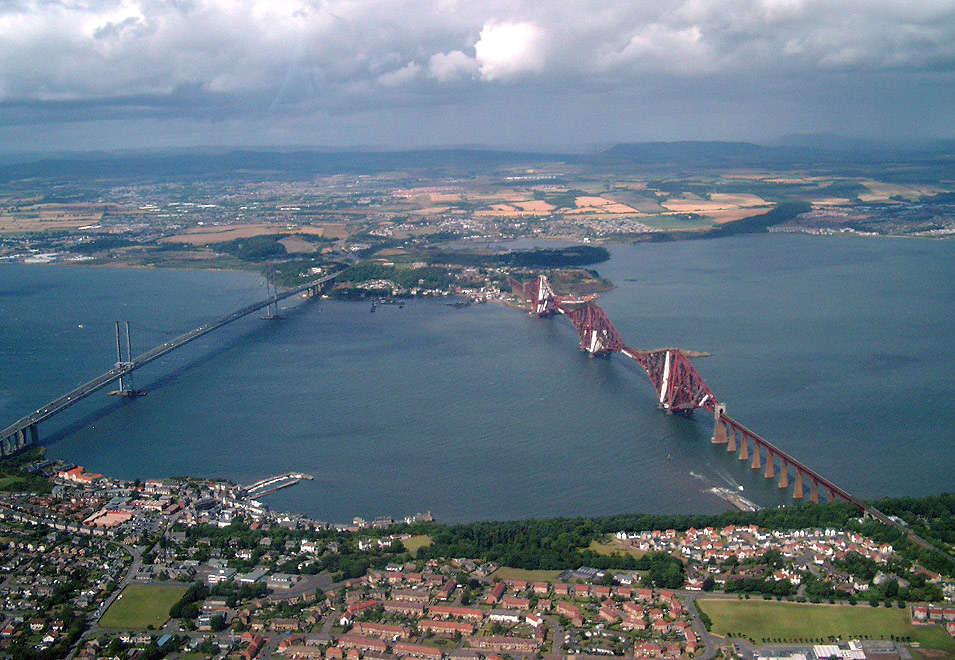
Blick über den Firth of Forth nach North Queensferry
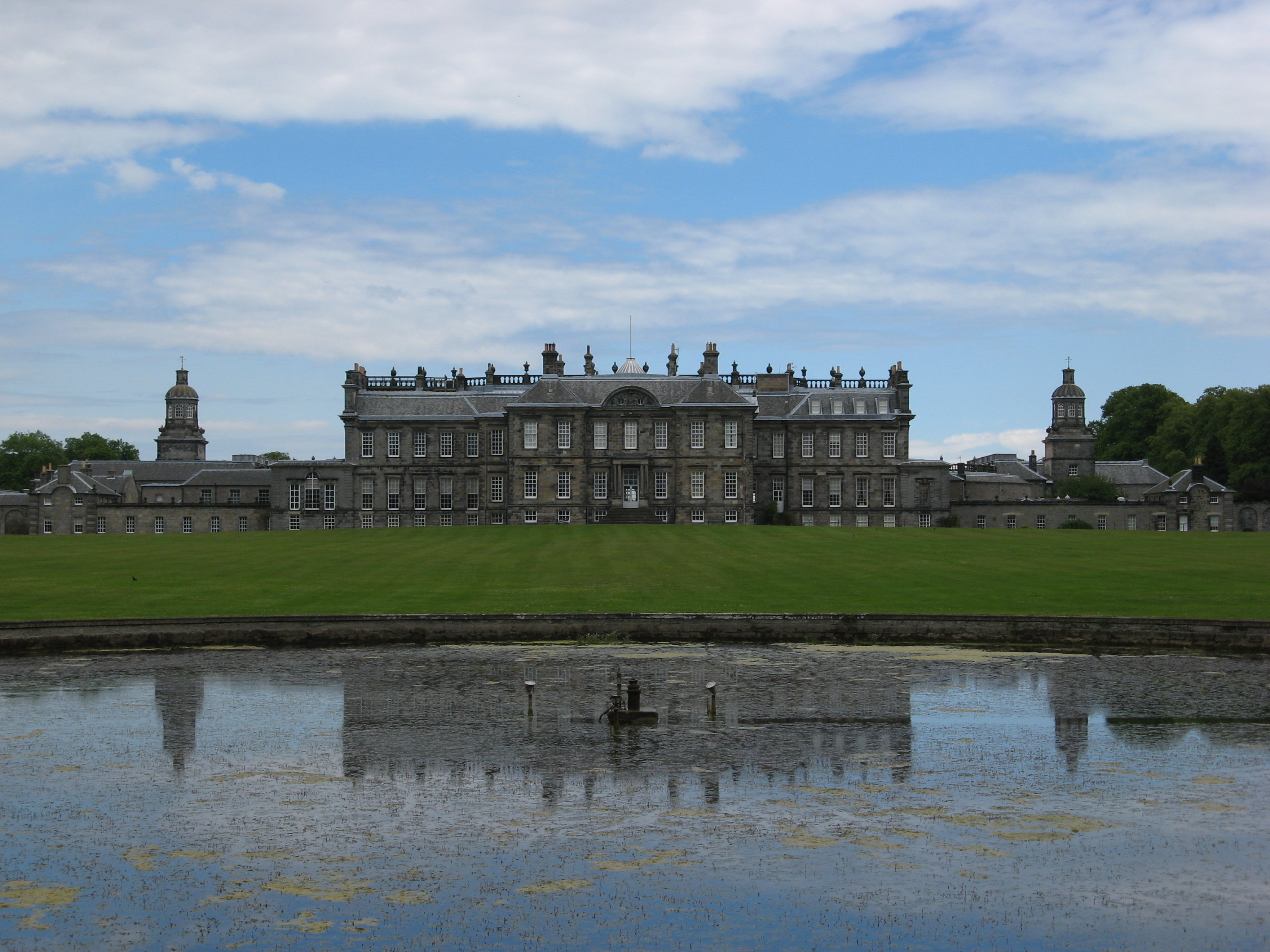
Das Hopetoun House westlich von South Queensferry

## Söhne der Stadt
- John Hope, 4. Earl of Hopetoun (1765–1823), General
- John Hope, 1. Marquess of Linlithgow (1860–1908), Generalgouverneur von Australien 1901–1903
- Victor Alexander John Hope, 2. Marquess of Linlithgow (1887–1952), Generalgouverneur und Vizekönig von Indien 1936–1943
- Stephen Hendry (* 1969), siebenfacher Snooker-Weltmeister